# 三重効用吸収冷凍サイクル
三重効用吸収冷凍サイクル（さんじゅうこうようきゅうしゅうれいとうサイクル）は、高温・中温再生器で分離した冷媒蒸気の凝縮熱で中温・低温再生器を動作させ三段階の熱量を行い、効率の向上を図った冷凍機の熱力学サイクルである。
2005年川重冷熱工業が世界で初めて商品化に成功した。

## 特徴
- 高温再生器の内圧が大気圧より高くなるため、ボイラー・圧力容器としての法的規制をうける。
- 冷熱製造時の成績係数 1.6程度が可能である。

## 並列流サイクル
1 - 蒸発器で液体の冷媒を低い圧力に保ち低温で気化させ QE 冷却する。 →1'
1',6 - 吸収器で吸収液に冷媒蒸気を吸収させる。吸収液濃度 ξ1 →2
2 - 吸収液ポンプで希吸収液を加圧し、低温液熱交換器で QH 熱交換する →7,7M,7L
7 - 希吸収液を2分流し、高温液熱交換器で QHH、排気ガス熱回収器で QGL 熱交換する →7H
7H - 高温再生器で QG の熱で希吸収液を加熱する。 →5H
5H - 濃吸収液と冷媒蒸気に分離する。 →4H,4H'
4H - 高温再生器から高温液熱交換器へ圧力差で濃吸収液を送り QHH 熱交換する。吸収液濃度 ξ4 →8H
4H' -中温再生器で QCH 冷却し冷媒を液化する。 →3H
3H -ドレン熱回収器で QCL 冷媒を冷却する。 →3M
7M - 希薄吸収液を2分流し、中温液熱交換器で QHM、ドレン熱回収器で QCL 熱交換する →7MH
7MH - 中温再生器で QCH の熱で希吸収液を加熱する。 →5M
5M - 濃吸収液と冷媒蒸気に分離する。 →4M,4M'
4M - 中温再生器から中温液熱交換器へ圧力差で濃吸収液を送り QHM 熱交換する。吸収液濃度 ξ3 →8M
4M' -中温再生器で QCM 冷却し冷媒を液化する。 →3L
7 - 低温再生器で QCM の熱で希吸収液を加熱する。 →5
5 - 濃吸収液と冷媒蒸気に分離する。 →4,4'
8H,8M,4 - 低温再生器から低温吸収液熱交換器へ圧力差で濃吸収液を送り QH 熱交換する。吸収液濃度 ξ2 →8
8 - 吸収器で吸収液を QA 冷却する。 →6
4' - 凝縮器で QC 冷却し冷媒を液化する。 →3
3,3M,3L - 凝縮器・ドレン熱回収器から蒸発器へ圧力差で液化した冷媒を移送する。 →1